# Delapparentia turolensis
Delapparentia turolensis es la única especie conocida del género extinto Delapparentia de dinosaurio ornitópodo iguanodóntido que vivió a principios del período Cretácico durante el Barremiense, hace aproximadamente 130 millones de años, en lo que es hoy Europa. Sus restos fósiles fueron encontrados en la Formación Camarillas de Galve, provincia de Teruel, España.

## Descripción
Delapparentia era un animal de gran tamaño, cerca de 15% más largo que Iguanodon bernissartensis. La longitud estimada es de 10 metros, con un peso calculado en 3,5 toneladas. El iliaco mide 78 centímetros de largo. En la descripción inicial del género por Ruiz-Omeñaca, se establecieron varias autapomorfias, características únicas, de Delapparentia, costillas dorsales posteriores con cabeza y tubérculos largos, paralelos y sin fusionar, costillas esternal osificadas y una preacetabular recta y un  proceso lateromedialmente expandida del ilion . También presenta una combinación única de caracteres, que incluye costillas dorsales anteriores con un foramen neumático y un isquion que es grande en relación con el ilion. Sobre la base de nuevos restos, Gasca et al. proporcionaron un diagnóstico revisado en el que reconocieron las espinas neurales proporcionalmente altas, y lo relacionaron con el anterior Barilium de Inglaterra sobre la base de su morfología ilíaca.

## Descubrimiento e investigación
El espécimen tipo, MPT/I.G, fue hallado en la primavera de 1958 por el paleontólogo aficionado José María Herrero Marzo. Desde el 25 de septiembre de 1958 los fósiles fueron extraídos por el profesor Dimas Femández-Galiano, asistido por un equipo holandés de la Universidad de Utrecht liderado por Gustav Heinrich Ralph von Koenigswald. Los hallazgos fueron originalmente asignados a Iguanodon bernissartensis por Albert-Félix de Lapparent en 1960. En 2006 José Ignacio Ruiz-Omeñaca lo denominó Delapparentia turolensis en una tesis doctoral. Siendo un nomen ex dissertatione era un nombre no válido, hasta que fue apropiadamente nombrado en 2011.
El holotipo es un esqueleto parcial que carece de cráneo, de un individuo adulto. Consiste de cuatro vértebras cervicales, veintiocho neurapófisis, dos vértebras del sacro, catorce vértebras caudales, fragmentos de las costillas cervicales, dorsales y esternales, fragmentos de cinco cheurones, numerosos tendones osificados y un pubis izquierdo y un iliaco. Algunos otros huesos, confundidos por de Lapparent como pertenecientes a los del saurópodo Aragosaurus, fueron referidos a Delapparentia, entre ellos un isquión. 

### Etimología
El nombre genérico honra a Albert Félix de Lapparent, quien estudió el esqueleto y fue pionero en el estudio de los dinosaurios españoles, publicando la primera monografía sobre el tema en el país: "Los Dos Dinosaurios de Galve". El nombre de la especie se deriva del nombre en latín de Teruel, Turia.

## Clasificación
Delapparentia fue asignado a Iguanodontoidea por Ruiz-Omeñaca en 2011. La identificación de Delapparentia como un taxón distinto ha sido controvertida; Verdú et al. llevaron a cabo un estudio sobre la variación individual entre los especímenes de Iguanodon bernissartensis, y encontraron que las proporciones de las espinas neurales de Delapparentia no se encuentran muy por fuera del rango de variación observado en I. bernissartensis. Por lo tanto, ellos consideran que Delapparentia representa en realidad un individuo ya anciano de I. bernissartensis.